# Йозо Томашевич
Йозо Томашевич (хорв. Jozo (Josip) Tomašević, англ. Jozo Tomasevich; нар. 16 березня 1908 — пом. 15 жовтня 1994) — американський економіст, військовий історик. Був почесним професором (professor emeritus) університету штату Каліфорнія в Сан-Франциско.

## Життєпис
Народився в селі Кошарні Дол на півострові Пелєшаць у тодішньому Королівстві Далмація, що входило до Австро-Угорщини (нині це територія громади Оребич у Хорватії). Здобув середню освіту в Сараєві, після чого переїхав у Швейцарію на навчання в Базельському університеті, де 1932 року захистив ступінь доктора філософії з економіки. Після отримання диплома працював фінансовим експертом у Югославському національному банку у Белграді до 1938 року, коли за підтримки фонду Рокфеллера переселився у США, «щоб скористатися багатими ресурсами Гарвардського університету».
З 1937 року перебував у шлюбі з учителькою середньої школи Недою Брелич, з якою мав трьох дітей.
У Сполучених Штатах спочатку працював у науково-дослідному інституті продовольства Стенфордського університету як член їхнього наукового персоналу. Під час Другої світової війни входив до Ради економічної війни та УНРРА, що діяли у Вашингтоні. Після війни спочатку працював у Федеральному резервному банку у Сан-Франциско. 1948 року влаштувався на роботу в університет штату Каліфорнія в Сан-Франциско, де викладав двадцять п'ять років до свого виходу на пенсію в 1973 році. Десь у 1954 році протягом року викладав у Колумбійському університеті.
1974 і 1976 року одержував стипендію від Американської ради наукових товариств на свою післядокторську науково-дослідну роботу зі східноєвропейських досліджень.
1989 року разом з Вейном С. Вучиничем здобув нагороду за визначний внесок у славістику від Асоціації славістів, східноєвропейських та євразійських студій.
У жовтні 2001 року особисту бібліотеку Томашевича передали бібліотеці Стенфордського університету.

## Доробок
До 1938 року публікації Томашевича торкалися фінансів Королівства Югославія під час Великої депресії. У США він уперше зосередився на економічних сторонах міжнародних відносин у Тихоокеанському басейні. Наступним було дослідження «економічних проблем югославського селянства у ширших суспільних, політичних та історичних рамках» у його книжці 1955 року «Селяни, політика та економічні зміни в Югославії».
Наприкінці 1950-х він почав працювати над запланованою трилогією з історії Югославії у Другій світовій війні. Перший том, присвячений четникам, з'явився 1975 року і був «в основному дослідженням політики, ідеології та військових дій, не оминувши і роль економічного чинника». У другому томі, опублікованому посмертно 2001 року за редакцією його дочки Неди, зосереджено увагу на колабораціонізмі та колаборантських урядах у Югославії, особливо Незалежній Державі Хорватія. Третій том, який охоплює тему югославських партизанів, завершено на 75 відсотків і ще не оприлюднено.

## Вибрані твори
- Tomasevich, Jozo (1934). Die Staatsschulden Jugoslaviens [Державний борг Югославії] (німецькою) . Zagreb: Drukerei "Merkantile".
- Tomasevich, Jozo (1935). Financijska politika Jugoslavije, 1929–1934 [Фінансова політика Югославії, 1929–1934] (сербохорватською) . Zagreb: Vlastita naklada.
- Tomasevich, Jozo (1938). Novac i kredit [Гроші та кредит] (сербохорватською) . Zagreb: Vlastito izdanje.
- Tomasevich, Jozo (1943). International Agreements on Conservation of Marine Resources: With Special Reference to the North Pacific [Міжнародні угоди про збереження морських ресурсів: з особливою увагою до північної частини Тихого океану]. Stanford: Food Research Institute (видавництво «Stanford University Press»). OCLC 6153373.
- Tomasevich, Jozo (1955). Peasants, Politics, and Economic Change in Yugoslavia [Селяни, політика та економічні зміни в Югославії]. Stanford: Stanford University Press.
- Tomasevich, Jozo (May 1958). Agriculture in Eastern Europe [Сільське господарство у Східній Європі]. Annals of the American Academy of Political and Social Science. 317: 44—52. doi:10.1177/000271625831700107. JSTOR 1031076.
- Tomasevich, Jozo; Vucinich, Wayne S. (1969). Contemporary Yugoslavia: Twenty Years of Socialist Experiment [Новітня Югославія: двадцять років соціалістичного експерименту]. Berkeley: University of California Press.
- Tomasevich, Jozo (1975). War and Revolution in Yugoslavia, 1941–1945: The Chetniks [Війна і революція в Югославії, 1941–1945 рр.: Четники]. Т. 1. Stanford: Stanford University Press. ISBN 978-0-8047-0857-9.
- Tomasevich, Jozo (1976). The Tomašević extended family on the Peninsula of Pelješac. У Byrnes, Robert F. (ред.). Communal Families in the Balkans: The Zadruga Essays by Philip E. Mosely and Essays in His Honor [Патріархальні сім'ї на Балканах: есеї «Задруга» Філіпа Е. Мозлі та нариси на його честь]. Notre Dame: University of Notre Dame Press. ISBN 978-0-268-00569-6.
- Tomasevich, Jozo (2001). War and Revolution in Yugoslavia, 1941–1945: Occupation and Collaboration [Війна та революція в Югославії, 1941–1945 рр.: окупація і колабораціонізм]. Т. 2. Stanford: Stanford University Press. ISBN 978-0-8047-0857-9.